# Даутов, Тельтай
Тельтай Даутов (1918, станция Корагаты, Аулиеатинский уезд, Сырдарьинская область, Туркестанская АССР — неизвестно, Джамбулская область, Казахская ССР) — звеньевой полеводческой бригады овцеводческого совхоза имени Ленина Министерства совхозов СССР, Джамбулская область, Казахская ССР. Герой Социалистического Труда (1948).

## Биография
Родился в 1918 году в крестьянской семье в околоточной станции Корагаты Аулиеатинского уезда. Окончил местную начальную школу. С раннего возраста трудился табунщиком, затем на строительстве Акмола-Каратальской железнодорожной линии. С 1939 года служил в Красной Армии. С июня 1941 года участвовал в Великой Отечественной войне. В 1942 году получил тяжёлое ранение. После излечения в госпитале комиссовался и возвратился на родину. Трудился звеньевым полеводческого звена в овцеводческом совхозе имени Ленина Луговского района. Обеспечивал зерновыми совхозную отару.
В 1947 году звено под его руководством собрало в среднем с каждого гектара по 31,25 центнеров пшеницы с площади 50 гектаров. Указом Президиума Верховного Совета СССР от 3 мая 1948 года удостоен звания Героя Социалистического Труда за «получение высоких урожаев пшеницы в 1947 году» с вручением ордена Ленина и золотой медали «Серп и Молот» (№ 1880).
Этим же указом званием Героя Социалистического Труда были награждены директор совхоза Александр Яковлевич Филиков, труженики совхоза имени Ленина бригадир Альмухан Абдыманапов и старший механик Алексей Иванович Чижов.
С 1950 года до выхода на пенсию трудился табунщиком Курагатинского зерносовхоза, который был основан на бывшем овцеводческом совхозе имени Ленина Луговского района.
После выхода на пенсию проживал в Джамбулской области. Дата смерти не установлена (после марта 1985 года).
Награды
- Герой Социалистического Труда
- Орден Ленина
- Орден Отечественной войны 2 степени (11.03.1985)